# Copelatus binaghii
Copelatus binaghii es una especie de escarabajo buceador del género Copelatus, de la subfamilia Copelatinae, en la familia Dytiscidae. Fue descrito por Bilardo & Pederzani en 1953.